# Alain Rens
Alain Rens (Antwerpen, 9 augustus 1936 - Brussel, 23 oktober 2016) was een Belgisch diplomaat.

## Biografie
Alain Rens studeerde politieke en diplomatieke wetenschappen aan de Université libre de Bruxelles (1958). Vervolgens trad hij in dienst van Buitenlandse Zaken. Hij was op post als attaché bij de minister van Buitenlandse Zaken, attaché in Den Haag, tweede secretaris in Kinshasa, eerste secretaris in Washington, zaakgelastigde in Bangui en raadgever in Londen en New York. Van 1981 tot 1985 was hij ambassadeur in Dakar, van 1985 tot 1989 in Manilla en van 1989 tot 1992 in Caïro. Van 1992 tot 1995 was Rens permanent vertegenwoordiger bij de NAVO en van 1996 tot 2001 ambassadeur in Parijs.